# Agrypon constantineanui
Agrypon constantineanui är en stekelart som beskrevs av Petcu 1971. Agrypon constantineanui ingår i släktet Agrypon och familjen brokparasitsteklar. Inga underarter finns listade i Catalogue of Life.